# ادواردو اسودو
ادواردو اسودو (اسپانیایی: Eduardo Acevedo‎؛ زادهٔ ۲۵ سپتامبر ۱۹۵۹) بازیکن سابق و مربی فوتبال اهل اروگوئه است.
از باشگاه‌هایی که در آن بازی کرده‌است می‌توان به باشگاه فوتبال دپورتیوو لا کرونیا، باشگاه فوتبال هوکایدو کونسادول ساپورو، و باشگاه ورزشی دفنسور اشاره کرد.
وی همچنین در تیم ملی فوتبال اروگوئه بازی کرده‌است.